# Lil Pump
Gazzy Garcia (sinh ngày 17 tháng 8 năm 2000), được biết đến với tên gọi là Lil Pump, là một Rapper người Colombia lai Mỹ, ca sĩ, người viết nhạc và nhà sản xuất đĩa nhạc. Anh ấy được biết đến nhiều nhất qua bài hát "Gucci Gang", đứng thứ ba trên Bảng Xếp Hạng Billboard Hot 100 của Mỹ, và được Chứng nhận năm bạch kim bởi Hiệp Hội Công nghiệp Thu Âm Hoa Kỳ Các bài hát khác của Lil Pump bao gồm "I Love It" (với Kanye West), "Boss", "D Rose", "Esskeetit", và "Drug addicts". Anh phát hành album đầu tay của mình, Lil Pump vào tháng 6 năm 2017.

## Tiểu sử
Gazzy Garcia sinh ngày 17 tháng 8 năm 2000 tại Miami, Floria. Trong một cuộc phỏng vấn năm 2018 với J.Cole, anh cho biết bố mẹ anh là người Colombia và họ đã li hôn khi anh 6 tuổi. Anh còn cho biết rằng anh ấy có một người anh trai không cùng bố.
Khi Garcia 13 tuổi, anh họ Lil Ominous giới thiệu Garcia với Omar Pineiro, được biết đến là Smokepurpp; cả hai cuối cùng trở thành cộng tác viên. Garica và Pineiro đã từng bị đuổi học khỏi nhiều trường học của huyện. Sau đó  Garcia đăng kí vào một trường cấp 3 nhưng bị đuổi học vì đánh nhau và xúi giục bạo lực.

## Tuyên bố giải nghệ
Ngày 15/2/2020, Lil Pump tuyên bố giải nghệ bằng một story trên Instagram. Tuy nhiên sau đó anh ấy đã quay trở lại sau 2 ngày và thông báo sẽ cho ra mắt ca khúc 'Contacto'.